# ديفيد سمايلي
العقيد ديفيد دي كريسبيني سمايلي (بالإنجليزية: David Smiley)‏ (11 أبريل 1916 - 9 يناير 2009) ضابط في القوات الخاصة والمخابرات البريطانية. قاتل في الحرب العالمية الثانية في فلسطين والعراق وبلاد فارس وسوريا واليمن والصحراء الغربية ومع منظمة تنفيذ العمليات الخاصة في ألبانيا وتايلاند.

## سيرتة
التحق سمايلي بالكلية العسكرية الملكية في ساندهيرست عام 1934، وتم تكليفه في الحرس الملكي للخيول عام 1936. بعد اندلاع الحرب العالمية الثانية في عام 1939، أبحر فوج سمايلي إلى فلسطين، حيث كانت إحدى أولى مهامه إطلاق النار على فرقته المكونة من أربعين حصانًا عندما اتضح أنها اصبحت عديمة الفائدة في القتال الحديث. في عام 1940 انضم سمايلي إلى فيلق الجمال في أرض الصومال، لكنه كان سيصل إلى بربرة في نفس اليوم الذي تقرر فيه إخلاء أرض الصومال البريطانية . عاد محبطًا إلى مصر حيث أقنع صديق العائلة الجنرال ويفيل ليوصي به لقوات الكوماندوز المشكلة حديثًا. تم تعيين سمايلي قائد سرية (برتبة نقيب) مع الوحدة 52 كوماندوز وكانت مهمته الأولى التسلل من السودان إلى الحبشة.
حارب ضد القوات الفرنسية الفيشية في سوريا. ورد ذكره في الإرساليات (الشرق الأوسط ، 1941) بسبب اعماله الاستكشافية تحت الأنقاض بالقرب من مدينة تدمر. وفي عام 1943 تم تجنيد سمايلي من قبل منظمة تنفيذ العمليات الخاصة وأجرى أول عملية له معهم في فلسطين في نفس العام. في وقت لاحق من عام 1943، هبط بالمظلة إلى ألبانيا حيث نسق العمليات الحزبية لمدة ثمانية أشهر، وحصل على وسام الصليب العسكري على الفور. في أبريل 1944، هبط سمايلي والمقدم نيل "بيلي" ماكلين بالمظلة مرة أخرى إلى ألبانيا، حيث نفذوا عمليات حرب العصابات ، والتي من أجلها مُنح سمايلي ميدالية عام 1944. كما عُين ضابطًا في وسام الإمبراطورية البريطانية في عام 1946 لخدمته مع الشركات المملوكة للدولة في تايلاند.
بين عامي 1958 و1961 كان سمايلي قائدا لسلطان مسقط والقوات المسلحة العمانية. شغل منصب المستشار العسكري لمحمد البدر والقوات الملكية في اليمن بين عامي 1962 و 1967. ألف سمايلي ثلاثة كتب أبرزها مهمة في الجزيرة العربية: اليمن.